# Mount Farnham
Mount Farnham är ett berg i Kanada.   Det ligger i provinsen British Columbia, i den södra delen av landet, 3 000 km väster om huvudstaden Ottawa. Toppen på Mount Farnham är 3 493 meter över havet.
Terrängen runt Mount Farnham är huvudsakligen bergig. Mount Farnham är den högsta punkten i trakten. Trakten runt Mount Farnham är nära nog obefolkad, med mindre än två invånare per kvadratkilometer.. Det finns inga samhällen i närheten. 
Trakten runt Mount Farnham består i huvudsak av gräsmarker.